# Zecchino d'Oro 2009
Il cinquantaduesimo Zecchino d'Oro si è svolto a Bologna dal 17 al 21 novembre 2009.
È stato condotto da Veronica Maya e Paolo Conticini. È la prima edizione a non essere condotta da Cino Tortorella. 
È la prima edizione ad essere trasmessa interamente in formato panoramico 16:9. La sigla era "Lo Zecchino d'Oro cinquant'anni ha...".
Come l'anno precedente il nuovo regolamento prevede l'assegnazione di uno zecchino di colore diverso per ogni giornata, con una giuria non composta esclusivamente da bambini, con la classica attribuzione dello Zecchino d'Oro nella giornata finale: Prima giornata, Zecchino Colpo di Fulmine; Seconda giornata, Zecchino dei Piccoli; Terza Giornata, Zecchino dei Nonni ; Quarta Giornata: Zecchino delle "Mamme in Dolce Attesa" ; Ultima giornata, TeleZecchino e Zecchino d'Oro . 
Come l'anno precedente c'è stato il Jolly, in cui (a parte che nella giornata finale), i bambini a turno si sono esibiti nella loro canzone in coppia con delle persone famose italiani:  Max Pisu,  Annalisa Minetti, Alexia, Cristina D'Avena, Sergio Sgrilli, Arianna, Paolo Belli, Povia, Ariel, Stefano Palatresi, Emanuela Aureli e Mariella Nava.
Altri ospiti sono stati i protagonisti del musical Disney Live! Le più belle favole Disney, Nicola Mingazzini, Marco Di Vaio, Francesca Menarini, Vincenzo Spadafora, Michele Bertocchi, Georgia Luzi e i ballerini di Music Gate.
Il Fiore della solidarietà del 2009 è dedicato alla costruzione di una scuola materna in Perù.
Quest'anno ha fatto da testimonial d'eccezione per l'iniziativa di solidarietà Andrea Bocelli.
Durante questa edizione sono intervenuti in diretta telefonica molte persone famose per sostenere il Fiore della Solidarietà, tra cui Pupo, Caterina Caselli, Diego Abatantuono, Christian De Sica e Manuela Arcuri.

## Brani in gara
- Buonanotte mezzo mondo (Testo: Mario Gardini/Musica: Carlo Maria Arosio) - Arianna Paolicelli (10 anni)
- Castelli di sabbia (Is-sirena) ( Malta) (Testo: Christopher Azzopardi/Testo italiano: Alessandra Bertuzzi/Musica: Andrew Żammit) - Enya Magri (7 anni)
- La danza di Rosinka (Руфинка) ( Bulgaria) (Testo: Isabella Piergrossi /Testo italiano: Silvia Mezzanotte/Musica: Lucian Kos) - Ivelina Andreeva Rosenova (Ивелина Андреева Росенова) (7 anni) e Tonika Andreeva Rosenova (Тоника Андреева Росенова) (10 anni)
- La doccia col cappotto (Testo: Franco Fasano/Musica: Italo Ianne, Franco Fasano) - Francesca Melis (4 anni) e Giulia Panfilio (8 anni)  (1º posto)
- La lumaca Elisabetta (Testo: Antonio Gaspare Bonura/Musica: Antonio Gaspare Bonura) - Eleonora Vespasiano (5 anni)
- La mia età (I love the rainy days in England) ( Regno Unito) (Testo: Florence Donovan/Testo italiano: Maria Francesca Polli/Musica: Florence Donovan) - Eleonora Sfarzi (10 anni) (3º posto)
- La mia ombra (Testo: Vittorio Sessa Vitali/Musica: Melody Castellari, Corrado Castellari) - Ludovica Schiano Di Zenise (7 anni)
- Messer Galileo (Testo: Marco Iardella/Musica: Marco Iardella) - Edoardo Pachera (10 anni)
- Pigiama party (Party) ( Germania) (Testo: Timothy Touchton - Gitta Walther/Testo italiano: Antonella Boriani/Musica: Timothy Touchton) - Susanna Mauer (10 anni)    (2º posto)
- Rokko cavallo brocco (Testo: Gianfranco Grottoli, Andrea Vaschetti/Musica: Gianfranco Grottoli, Andrea Vaschetti) - Carlo Fontani (8 anni)
- Tutti a tavola (Testo: Felice Di Salvo/Musica: Roberto Pacco) - Luana Chiaradia (9 anni)  (3º posto)
- Voglio chiamarmi Ugo (Testo: Mario Gardini/Musica: Giovanni Paolo Fontana, Roberto De Luca) - Alexandar Kuzmanovic (9 anni)
- (fuori concorso) Non basta un sorriso - Povia con il Piccolo Coro dell'Antoniano
- (fuori concorso) Caro Gesù bambino - Andrea Bocelli con il Piccolo Coro dell'Antoniano (filmato registrato)

### Tracce bonus del CD
- Io & Pinocchio - Favola Musicale (scritta da Giovanni Gotti)
- Lettera a Pinocchio - 1° Zecchino d'Oro (riarrangiato)

## Giuria
Ogni giorno per assegnare ogni premio è stata presente in studio una giuria diversa, ogni giorno come presidente di giuria era presente un bambino piccolo di nome Enrico.

#### Prima giornata
La giuria che ha assegnato lo Zecchino Rosso, fu composta da 16 giurati, 8 bambini e 8 volti noti, i vip di quest'anno erano Gigliola Cinquetti, Domiziana Giovinazzo e Gabriele Paolino (attori di Un medico in famiglia), Francesca Senette, Umberto Smaila, Valentina Vezzali, Manila Nazzaro e Yvonne Sciò.

#### Seconda giornata
A votare per assegnare lo Zecchino Bianco, furono presenti 12 bambini dai 3 ai 7 anni, che hanno votato usando delle palline colorate, quella rossa vale 6 punti, quella gialle vale 8 punti, e quella verde vale 10 punti.

#### Terza giornata
La giuria che ha assegnato lo Zecchino Blu, fu composta da 12 coppie di nonni e nipoti, che hanno votato in coppia.

#### Quarta giornata
A differenza dell'anno precedente, in cui la giuria comprendeva gli autori dei brani in gara, quest'anno, per decretare lo Zecchino Verde, insieme ai bambini a votare in giuria erano presenti un gruppo di donne in "dolce attesa".

#### Quinta giornata
La giuria è composta tradizionalmente da 20 bambini dagli 8 ai 12 anni, provenienti da tutta Italia, con un certo numero di bambini provenienti da L'Aquila.

## Curiosità
- Il CD del 52° Zecchino D'Oro contiene una traccia bonus di 21 minuti "Io & Pinocchio - Favola Musicale".
- È l'ultima edizione in cui la sigla è "Lo Zecchino D'Oro ha cinquant'anni".
- Arianna Paolicelli è la sorella maggiore di Ilaria Paolicelli che nel 2007 ha interpretato Una forchetta di nome Giulietta.
- Carlo Fontani ha partecipato alla 6° edizione di Ti lascio una canzone.
- Luana Chiaradia ha partecipato alla 2° edizione di Io canto.
- Durante la giornata finale Max Pisu ha partecipato, interpretando Tarcisio, il personaggio che interpreta su Zelig.
- Eleonora Sfarzi ha partecipato allo Zecchino Show, su DeA Kids, gareggiando nella squadra dei Pulcini.
- Alcuni articoli hanno menzionato che era previsto come ospite "Jolly" anche Gabriele Cirilli, che però non è apparso.